# Palmy
Eve Pancharoen (tiếng Thái: อีฟ ปานเจริญ; sinh ngày 7 tháng 8 năm 1981), biết đến nghệ danh Palmy (tiếng Thái: ปาล์มมี่), là ca sĩ nhạc Pop người Thái Lan, đã thu âm và phát hành nhiều Album cho hãng GMM Grammy và bắt đầu sự nghiệp solo, Palmy, năm 2001. Cô là ca sĩ thành công tại Châu Á (đặc biệt là Thái, Nhật Bản, Hàn Quốc, Singapore), và đã biểu diễn tại Úc và Anh Quốc. Cô là người gốc Bỉ, Myanmar, Thái.

## Tiểu sử
Tên thật là Eve Parncharoen, sinh ngày 7-8-1981 (mẹ là người Thái, cha là người Bỉ), Palmy bộc lộ năng khiếu và niềm say mệ nghệ thuật từ bé. Cô thích thăm viếng bảo tàng văn hóa, học ở trường dạy nghệ thuật và dĩ nhiên là rất yêu ca hát.
Trở về Thái Lan sau khi học trung học ở Úc, Palmy gởi băng demo (hát thử) đến hãng Grammy để giới thiệu mình và cuối cùng được gia nhập hãng đĩa RPG. Bản thu âm đầu tiên của cô hát bằng tiếng Anh là bài I Lose My Heart rồi đến bài I’m Not Good Enough. Giấc mơ của Palmy thành sự thật vào tháng 12-2001 khi album đầu tay được phát hành mang chính tên cô “Palmy”. Ca khúc I Want To Sing Out Loud của cô chiếm hạng nhất bảng xếp hạng nhạc Thái và được yêu thích trong thời gian dài. Palmy đoạt giải nghệ sĩ mới của Thailand Music Video Awards 2001 do khán giả kênh Channel [V] bình chọn. Làng nhạc Thái đã ra lò một "Tata Young mới" như thế.
Palmy thích các thể loại nhạc pop/rock, alternative và folk/rock. "Tôi hâm mộ Runga, ca sĩ New Zealand gốc Malaysia bởi cô hát folk/rock rất hay"- Palmy nói. Cô đã tập chơi guitar và sáng tác ca khúc cho mình hát. Năm 2003 album thứ hai của Palmy mang tựa Stay phát hành. Cô đoạt giải ca sĩ xuất sắc nhất Thái Lan, giải Nữ ca sĩ hay nhất tại giải Sea-Son Award và giải Nữ ca sĩ xuất sắc nhất của Channel [V] Thái Lan 2003.

## Giải thưởng
- 2001 Most Popular New Artist, Channel [V] Thailand Music Video Awards 2001
- 2002 Female Singer, Elle Style Awards 2002 Elle (Thailand) Magazine
- 2002 Best of Thai Female Pop Song, Music Society of Thailand
- 2002 "Best Female Pop Singer – Golden Ganesha Award", Music Society of Thailand under the Royal Patronage
- 2002 "Best Thai Female Music Video Award (Yak Rong Dang Dang)", Channel [V] Thailand Music Video Awards
- 2002 Best Female Singer for National Youth, National Youth Bureau (NYB)
- 2003 Best Female Singer for National Youth, National Youth Bureau (NYB)
- 2003 Best Female Singer, Sea-Son Award
- 2003 "Best Female Artist", Kom Chad Luek Awards
- 2003 Best Thai female Music Video (Pood Mai Tem Pak), Channel [V] Thailand Music Video Awards III[1]
- 2004 "Female Artist of The Year" from Album "Stay", Fat Awards#2 (Fat radio Fm 104.5)
- 2004 "MGA Top Selling Newcomer", MGA Hall of Fame Awards
- 2006 "Popular Vote Female Artist", Virgin Hitz Awards (Virgin hitz Fm 95.5)
- 2007 "Female Artist of The Year", From Album "Beautiful Ride", Fat Awards #5 (Fat Radio Fm 104.5)
- 2011 "Seventeen Music female Artist" Seventeen Teen Choice Awards 2011[2]
- 2011 "No.1 Music Chart Monthly Award 2011 (August 2011) "KID MARK" Song (เพลง คิดมาก), Intensive watch Award [3]
- 2011 " Best Female Artist "10th HAMBURGER: THE DECADE OF FAME (Hamburger Magazine)
- 2012 "Favorite Female Artist" You2play Award 2011 [4]
- 2012 "Best Female Artist" 1st Decade Anniversary Awards 2011 (The Guitar Magazine) [5]
- 2012 "Best Female Artist of the Year" Seed Awards #7 (SEED Fm 97.5)
- 2012 "Best Female Artist" Siamdara Stars Awards 2012 [6]
- 2012 "Female Artist of the year" From Album "Five" Fat Awards #10 (Fat radio Fm 104.5) [7]
- 2019 "Song of 2018 (Son-Klin)" (DONT Journal Awards)
- 2019 "Best Entertainment on Social Media (Female Artist)" From Thailand Zocial Awards 2019
- 2019 "Best Song Writer of the year" (The Guitar Magazine)
- 2019 "Single Hit of the year (Son-Klin)" (The Guitar Magazine)
- 2019 "Best Female of the year" (The Guitar Magazine)
- 2019 "Best Female Artist" From Single Son-Klin (Kom Chad Luek Awards 15th)
- 2019 "Best Song of the year (Mae-Giew)" (Kom Chad Luek Awards 15th)

## Sự nghiệp ca hát

### Palmy
Album đầu tay - phát hành: 21/12/2001
Gồm 10 ca khúc:-
1. "Yark rong dang dang" (อยากร้องดังดัง)
2. "Yoo tor dai reu plow" (อยู่ต่อได้หรือเปล่า)
3. "Paed mong chao wan ang kan" (แปดโมงเช้าวันอังคาร)
4. "Kao leum" (เขาลืม)
5. "Tob tuan" (ทบทวน)
6. "Klua" (กลัว)
7. "Peun tee suan tua" (พื้นที่ส่วนตัว)
8. "San sa bai" (แสนสบาย)
9. "Fah song chan ma" (ฟ้าส่งฉันมา)
10. "Fan dee kae mai kee keun" (ฝันดีแค่ไม่กี่คืน)

### Stay
Album thứ hai - phát hành: 29/07/2003. Có ca sĩ khách mới, Jug Chawin Chitsomboon (Thai: จั๊ก ชวิน จิตสมบูรณ์), - viết và trình bày qua ca khúc "Stay".
Gồm 10 ca khúc:-
1. "Tam pen mai tak" (ทำเป็นไม่ทัก)
2. "Pood mai tem pak" (พูดไม่เต็มปาก)
3. "Trid sa dee" (ทฤษฎี)
4. "Chuay ma rub chan tee" (ช่วยมารับฉันที)
5. "Ched ta na" (เจตนา)
6. "Kra dod keun fah" (กระโดดขึ้นฟ้า)
7. "Proong nee ard mai mee chun" (พรุ่งนี้อาจไม่มีฉัน); lời Việt do ca sĩ Minh Thư thể hiện với tựa đề "Lạnh giá".
8. "Kor pai kon diaw" (ขอไปคนเดียว)
9. "Ni tan" (นิทาน)
10. "Stay"

### Beautiful Ride
Album thứ ba - phát hành: 06/06/2006.
Gồm 10 ca khúc:-
1. "Tick Tock"
2. "Ooh!"
3. "Kwam cheb puad" (ความเจ็บปวด)
4. "Rong hai ngai ngai kab ruang derm derm" (ร้องไห้ง่ายง่ายกับเรื่องเดิมเดิม)
5. "Mai mee kam cham kad kwam" (ไม่มีคำจำกัดความ)
6. "Chak kan trong née" (จากกันตรงนี้)
7. "Kun chae tee hai pai" (กุญแจที่หายไป)
8. "Ploy" (ปล่อย)
9. "Mai mee krai chok rai ta lod" (ไม่มีใครโชคร้ายตลอด)
10. "Neung na tee" (หนึ่งนาที) ["Just One Minute"]

### Palmy meets T-bone
Album kết hợp giữa Palmy và T-bone
Gồm 12 ca khúc:-
1. "Tick Tock"
2. "Ooh!"
3. Stay
4. "Kwam cheb puad" (ความเจ็บปวด)
5. "Kun chae tee hai pai" (กุญแจที่หายไป)
6. "Klua" (กลัว)
7. "Tob tuan" (ทบทวน)
8. "Pood mai tem pak" (พูดไม่เต็มปาก)
9. "Prung née art mai mee chan" (พรุ่งนี้อาจไม่มีฉัน)
10. "Rong hai ngai ngai kab ruang derm derm" (ร้องไห้ง่ายง่ายกับเรื่องเดิมเดิม)
11. "Yark rong dang dang" (อยากร้องดังดัง)
12. "Yoo tor dai reu plow" (อยู่ต่อได้หรือเปล่า)

### Palmy 5
Album thứ tư - phát hành 09/12/2011.
Gồm 10 ca khúc:-
1. "Rockstar syndrome"
2. "Ka Ka Ka" (กา กา กา)
3. "Kid mark" (คิดมาก)
4. "Shy boy"
5. "Crush feat. Erlend Øye" Erlend Øye"
6. "Cry Cry Cry"
7. "Toong see dum" (ทุ่งสีดำ)
8. "Nalika reun kao" (นาฬิกาเรือนเก่า)
9. "Butterfly"
10. "Private sky (demo version)"

### New Single (2018-2020)
1. Nuad (นวด)
2. Mae-Giew (แม่เกี่ยว)
3. Son-Klin (ซ่อนกลิ่น)
4. Kid-Tueng (คิดถึง)
5. Doung-Jai (ดวงใจ)
6. Kwanxey Kwanma (ขวัญเอย ขวัญมา)

### Concerts
- Palmy's Life Concert
- Stay with Me
- Palmy in the Candle Light Concert
- The Rhythm of the Times
- Palmy Meets T-Bone in Flower Power Concert
- Palmy Ka Ka Ka Concert

### Palmy trình diễn với nhiều ca sĩ khác
- Micro's 'Put the Right Hand in the Right Concert (คอนเสิร์ตตำนานมือขวา)
- Bird Son Bird Sek Concert (คอนเสิร์ตเบิร์ดซนเบิร์ดเสก)
- Hug Siaw Concert (คอนเสิร์ตฮักเสี่ยว)
- Groove My Dog Unplugged Concert
- Touch Me Concert
- Moderndog 5-3-15 Concert
- Asa Sanook Encore Plus Concert
- Hugo Under City Lights Concert
- Trình diễn chung với các ca sĩ châu Á trong OST Yêu nhầm bạn thân.

### Trình diễn ở nước ngoài
- Palmy's first Live in Japan (2004), Japan
- Palmy Live in Tokyo Vol.2 (2006) Japan
- Performance at RHB Singapore Cup Final, Singapore
- Palmy's First Live in Sydney (2007), Australia
- Palmy Live Concert in London (2008) United Kingdom